# Karl Mollweide
Carl Brandan Mollweide (Wolfenbüttel, 3 de fevereiro de 1774 — Leipzig, 10 de março de 1825) foi um matemático e astrônomo alemão.
Mollweide foi astrônomo do observatório da Universidade de Leipzig até 1816. Em 1812 foi professor ordinário de astronomia, e em 1814 de matemática. De 1820 a 1823 foi decano da Faculdade de Filosofia.